# Symmetrische functie
De definitie van een symmetrische functie hangt van het aantal argumenten af waarop de functie werkt. De definitie voor een symmetrische functie met een argument is anders dan voor een symmetrische functie met meer argumenten.
- Een symmetrische functie {\displaystyle f} in een variabele {\displaystyle x} is een functie, waarvan de grafiek symmetrisch is om de {\displaystyle y}-as, dus zodat voor alle {\displaystyle x} in het domein van {\displaystyle f} geldt dat {\displaystyle f(-x)=f(x)}.

- Een symmetrische functie in meer variabelen is een functie of afbeelding waarvan de functiewaarde niet verandert bij onderlinge verwisseling van de argumenten.

## Een variabele
Een symmetrische functie {\displaystyle f} in een variabele {\displaystyle x} is een functie  die symmetrisch is om de {\displaystyle y}-as, dus zodat voor alle {\displaystyle x} in het domein van {\displaystyle f} geldt dat {\displaystyle f(-x)=f(x)}.
Een functie {\displaystyle f} in een variabele is antisymmetrisch wanneer voor alle {\displaystyle x} geldt dat {\displaystyle f(-x)=-f(x)}. Een antisymmetrische functie is puntsymmetrisch om de oorsprong.

## Meer variabelen

### Definitie
De functie {\displaystyle f:V^{n}\to W} gedefinieerd op het {\displaystyle n}-voudige cartesische product van een verzameling {\displaystyle V} heet symmetrisch, als voor alle 
{\displaystyle v_{1},\ldots ,v_{n}\in V} en permutaties {\displaystyle \sigma \in {\mathcal {S}}_{n}} van de getallen {\displaystyle 1,\ldots ,n} geldt:
{\displaystyle f(v_{\sigma (1)},\ldots ,v_{\sigma (n)})=f(v_{1},\ldots ,v_{n})}
Van een symmetrische functie in {\displaystyle n} variabelen is de functiewaarde van ieder n-tupel {\displaystyle (v_{1},\ldots ,v_{n})} dus gelijk aan die voor alle permutaties van {\displaystyle (v_{1},\ldots ,v_{n})}.

### Voorbeelden
- De functie

{\displaystyle f(x,y,z)={{x+y+z} \over {xyz}}}
is symmetrisch. Het verwisselen van de variabelen verandert de uitkomst niet. Maar voor de functie 
{\displaystyle f(x,y,z)=x+yz}
is dat niet zo, want 
{\displaystyle x+yz} en {\displaystyle y+xz}
zijn niet voor alle mogelijke invoerwaarden van {\displaystyle x,y} en  {\displaystyle z} hetzelfde.
- Elementair symmetrische polynomen
- {\displaystyle f(x_{1},x_{2},x_{3})=\max\{|x_{1}-x_{2}|,|x_{1}-x_{3}|,|x_{2}-x_{3}|\}}
- Het inwendige product {\displaystyle \mathbf {u} \cdot \mathbf {v} } is symmetrisch in de twee vectoren {\displaystyle \mathbf {u} } en {\displaystyle \mathbf {v} }.

### Antisymmetrie
Een functie kan ook antisymmetrisch zijn. Verwisseling van twee variabelen geeft dan een tekenwisseling in de functiewaarde. Een eenvoudig voorbeeld is
{\displaystyle f(a,b)=a-b}
want
{\displaystyle f(b,a)=b-a=-(a-b)=-f(a,b)}
Bij antisymmetrische functies van meer dan twee variabelen volgt het teken van het resultaat de pariteit van de permutatie, dat wil zeggen of het aantal verwisselingen in de permutatie even of oneven is.

### Bewerking
Een functie van twee variabelen wordt soms in infixnotatie geschreven en een binaire operatie genoemd. Als de functie symmetrisch is wordt de operatie commutatief genoemd.
Een functie van meer dan twee variabelen kan worden gemaakt door het herhaald toepassen van een binaire operatie, bijvoorbeeld {\displaystyle f(a,b,c)=(a+b)+c}. Om op deze manier een symmetrische functie te krijgen moet de operatie behalve commutatief ook associatief zijn. Merk op dat associatieve operaties niet commutatief hoeven te zijn. Een voorbeeld is matrixvermenigvuldiging, waar het resultaat over het algemeen anders is bij een verwisseling van linker en rechter operand.

## Websites
- MathWorld. Symmetric Function.